# Goodbye Yellow Brick Road (utwór muzyczny)
Goodbye Yellow Brick Road – utwór muzyczny brytyjskiego piosenkarza Eltona Johna, nagrany i wydany w 1973 jako drugi singiel z albumu Goodbye Yellow Brick Road. Elton John i Bernie Taupin napisali piosenkę podczas pobytu na Kingston, gdzie w trzy dni stworzyli jeszcze innych 20 utworów.
Utwór zdobył głównie przychylne recenzje krytyków. W 2010 został umieszczony na 390. miejscu listy 500 utworów wszech czasów magazynu „Rolling Stone”.
Singiel dotarł m.in. do pierwszego miejsca na liście przebojów w Kanadzie, drugiego miejsca na amerykańskiej liście Hot 100 i szóstego miejsca na brytyjskiej liście UK Singles Chart, po premierze filmu Rocketman w 2019 znalazł się także na 17. miejscu amerykańskiej listy Hot Rock & Alternative Songs.
Uzyskał certyfikat podwójnie platynowej płyty za sprzedaż w ponad 2 mln nakładzie w Stanach Zjednoczonych oraz złotej płyty za przekroczenie ponad 400 tys. sprzedanych egzemplarzy w Wielkiej Brytanii.